# Csány
Csány là một thị trấn thuộc hạt Heves, Hungary. Thị trấn này có diện tích 47,89 km², dân số năm 2010 là 2279 người, mật độ 48 người/km².